# Fussballclub Neunkirch 2015-2016
Questa voce raccoglie le informazioni riguardanti il Fussballclub Neunkirch nelle competizioni ufficiali della stagione 2015-2016.

## Rosa
Rosa alla fine della stagione 2015-2016.
| N. |                        | Ruolo | Calciatore        |
| -- | ---------------------- | ----- | ----------------- |
| 1  | Svizzera (bandiera)    | P     | Sandra Bruderer   |
| 2  | Slovacchia (bandiera)  | D     | Lucia Haršányová  |
| 3  | Portogallo (bandiera)  | D     | Mónica Mendes     |
| 4  | Svizzera (bandiera)    | C     | Janina Di Ronco   |
| 5  | Germania (bandiera)    | C     | Florin Wagner     |
| 6  | Inghilterra (bandiera) | C     | Yasmin Bunter     |
| 7  | Stati Uniti (bandiera) | C     | Kaitlin Jackson   |
| 8  | Portogallo (bandiera)  | D     | Adriana Rodrigues |
| 9  | Ungheria (bandiera)    | A     | Ramóna Kopcsa     |
| 10 | Slovacchia (bandiera)  | C     | Lucia Ondrušová   |
| 11 | Ungheria (bandiera)    | A     | Sára Krisztin     |
| 13 | Svizzera (bandiera)    | D     | Karin Schmid      |

| N. |                        | Ruolo | Calciatore         |
| -- | ---------------------- | ----- | ------------------ |
| 14 | Stati Uniti (bandiera) | D     | Kayla Chambers     |
| 15 | Canada (bandiera)      | C     | Alyssa Lagonia (c) |
| 16 | Slovacchia (bandiera)  | C     | Dana Fecková       |
| 17 | Slovacchia (bandiera)  | C     | Kristina Cerovská  |
| 18 | Germania (bandiera)    | C     | Nina Sardu         |
| 19 | Canada (bandiera)      | A     | Amelia Pietrangelo |
| 20 | Germania (bandiera)    | D     | Celine Leusch      |
| 21 | Germania (bandiera)    | C     | Lisa Remmele       |
| 23 | Ungheria (bandiera)    | A     | Erika Szuh         |
| 25 | Austria (bandiera)     | C     | Elisabeth Tieber   |
| 99 | Stati Uniti (bandiera) | P     | Jamie Lee Walker   |
| ?  | Svizzera (bandiera)    | C     | Sandy Maendly      |